# Фишер, Отто Вильгельм
Отто Вильгельм Фишер (нем. Otto Wilhelm Fischer; 1 апреля 1915, Клостернойбург — 29 января 2004, Лугано) — австрийский актёр.

## Биография
Сын юриста и придворного советника Франца Карла Фишера, Отто Вильгельм по окончании школы в 1933 году несколько семестров изучал англистику, германистику и историю искусства в Венском университете. Позднее учился актёрскому мастерству на семинаре Макса Рейнхардта. Служил в Театре в Йозефштадте, Мюнхенском камерном театре, венском Фолькстеатре. В 1945—1952 годах состоял в труппе Бургтеатра.
В кино Фишер снимался с 1936 года, его киноработы, в том числе в антисемитской ленте «Вена-1910», обеспечили ему включение в «список талантливых» деятелей культуры, освобождавших от мобилизации на фронт. В 1950 году Фишер получил главную роль в фильме «Большая роль эрцгерцога Иоганна». В годы немецкого экономического чуда О. В. Фишер стал самой высокооплачиваемой немецкой кинозвездой. В нескольких фильмах Фишер сыграл дуэтом с Марией Шелл и Рут Лойверик. Его дистанцированная манера игры и монологообразная речь сделали его узнаваемым в немецкоязычном киномире. Дважды Фишер сам выступил режиссёром. В 1957 году Фишер пытался построить карьеру в Голливуде с фильма «Мой муж Годфри», но оказался замешанным в конфликт с системой голливудских киностудий и спустя несколько дней был снят со съёмок и заменён Дэвидом Найвеном. Фишер вернулся в Германию, где ему удалось восстановить свои позиции.
В 1942 году Фишер женился на актрисе Анне (Нанни) Узелль. В 1949—1952 годах имел отношения с актрисой Густль Герхардc («Тринадцать под одной шляпой»). С 1960-х годов Фишер проживал в Вернате (Тичино) и снимался до 1969 года в европейском кино. До 1988 года Фишер появлялся на телевидении. В последние годы жизни занялся исследовательской деятельностью, философией и теологией.

## Фильмография
- 1936: Бургтеатр — Burgtheater
- 1939: Anton, der Letzte
- 1940: Meine Tochter lebt in Wien
- 1941: Der Meineidbauer
- 1942: Вена-1910 — Wien 1910
- 1942: Sommerliebe
- 1943: Die beiden Schwestern
- 1943: Sieben Briefe
- 1943: Glück unterwegs
- 1944: Spiel
- 1944: Leuchtende Schatten
- 1947: Triumph der Liebe
- 1947: Das unsterbliche Antlitz
- 1949: Liebling der Welt
- 1950: Erzherzog Johanns große Liebe
- 1950: Verträumte Tage
- 1951: Heidelberger Romanze
- 1951: Das letzte Rezept
- 1952: Bis wir uns wiederseh’n
- 1952: Cuba Cabana
- 1952: Der träumende Mund
- 1953: Сердце играет фальшиво — Ein Herz spielt falsch
- 1953: Пока ты со мной — Solange Du da bist
- 1953: Tagebuch einer Verliebten
- 1954: Портрет незнакомки — Bildnis einer Unbekannten
- 1954: Людвиг II: Блеск и падение короля — Ludwig II. — Glanz und Elend eines Königs
- 1955: Хануссен — Hanussen
- 1955: Я ищу тебя — Ich suche Dich
- 1956: Mein Vater, der Schauspieler
- 1957: Herrscher ohne Krone
- 1957: El Hakim
- 1957: Скандал в Ишле — Skandal in Ischl
- 1958: …und nichts als die Wahrheit
- 1958: Peter Voss, der Millionendieb
- 1958: Il bacio del sole
- 1958: Helden
- 1959: Abschied von den Wolken
- 1959: Menschen im Hotel
- 1959: Peter Voss, der Held des Tages
- 1959: Und das am Montagmorgen
- 1960: Mit Himbeergeist geht alles besser
- 1960: Scheidungsgrund: Liebe
- 1961: Агент поневоле 1-я серия (Невозможно быть икрой) — Es muß nicht immer Kaviar sein
- 1961: Агент поневоле 2-я серия (Возможно быть икрой) — Diesmal muß es Kaviar sein
- 1961: Das Riesenrad
- 1962: Axel Munthe — Der Arzt von San Michele
- 1963: Das Geheimnis der schwarzen Witwe
- 1963: Frühstück im Doppelbett
- 1964: Хижина дяди Тома — Onkel Toms Hütte
- 1965: El Marques
- 1966: Non faccio la guerra… faccio l’amore
- 1969: Komm, süßer Tod
- 1969: Liebesvögel
- 1970: Das weite Land
- 1970: Die Fliege und der Frosch
- 1986: Auferstehung in Lugano
- 1987: Herbst in Lugano